# Erroll Garner
Erroll Louis Garner (født 15. juni 1921, død 2. januar 1977 i Pittsburgh, Pennsylvania, USA) var en amerikansk jazz pianist og komponist. Erroll Garner begyndte allerede at spille klaver som treårig, men startede med at spille sammen med sin bror Linton Garner. Erroll Garner flyttede til New York i 1944, hvor han arbejdede sammen med en bassist der hed Slam Stewart. I 1947 spillede han sammen med Charlie Parker, på den berømte Cool Blues del. Erroll Garner havde et øre og en teknik som ingen anden pianist, og det var også kendt at Erroll Garner aldrig rigtig havde lært at læse et partitur.
Erroll Garner blev begravet på Pittsburghs kirkegård, Pennsylvania.

## Erroll Garner i Danmark
Erroll Garner har været i Danmark på koncertturne flere gange.
- 1968 en optagelse fra København[1]
- 1970 København[2]
- 1971 København[3]